# Phoenix (band)
 For alternative betydninger, se Phoenix. (Se også artikler, som begynder med Phoenix)
Phoenix er en fransk rockgruppe fra Versailles bestående af Thomas Mars, Deck d'Arcy, Christian Mazzalai og Laurent Brancowitz.

## Karriere
Thomas Mars, Deck d'Arcy, Christian Mazzalai spillede sammen i et garagerockband i Paris. Mazzalais storebror Laurent Brancowitz kom permanent med i bandet i 1995. De gav deres band navnet Phoenix i 1997 og udsendte to singler.
Debutalbummet blev udsendt i år 2000 under navnet United. Det blev indspillet på to måneder og bl.a. Thomas Bangalter fra Daft Punk og Phillippe Zdar fra Cassius bidrog til tilblivelsen.
I 2004 udsendte gruppen deres andet album Alphabetically'. I 2006 udkom det tredje album It's Never Been Like That i 2006.

## Diskografi

### Studio albums
| År   | Detaljer | Højeste hitlisteplacering | Højeste hitlisteplacering | Højeste hitlisteplacering | Højeste hitlisteplacering | Højeste hitlisteplacering | Højeste hitlisteplacering | Højeste hitlisteplacering | Højeste hitlisteplacering | Højeste hitlisteplacering | Højeste hitlisteplacering | Højeste hitlisteplacering | Højeste hitlisteplacering | Højeste hitlisteplacering | Certificeringer                    |
| År   | Detaljer | FRA                       | AUS                       | AUT                       | BEL (Fl)                  | BEL (Wa)                  | CAN                       | GER                       | IRE                       | NOR                       | SWE                       | SWI                       | UK                        | US                        | Certificeringer                    |
| ---- | --- | ------------------------- | ------------------------- | ------------------------- | ------------------------- | ------------------------- | ------------------------- | ------------------------- | ------------------------- | ------------------------- | ------------------------- | ------------------------- | ------------------------- | ------------------------- | ---------------------------------- |
| 2000 | United - Udgivet: 12 June 2000 - Pladeselskab: EMI, Source, Astralwerks                                           | 90                        | —                         | —                         | —                         | —                         | —                         | —                         | —                         | 37                        | —                         | —                         | —                         | —                         | —                                  |
| 2004 | Alphabetical - Udgivet: 2. marts 2004 - Pladeselskab: EMI, Source, Astralwerks                                    | 41                        | —                         | —                         | 46                        | 41                        | —                         | 68                        | —                         | 4                         | 11                        | —                         | —                         | —                         | - US: 30,000                       |
| 2006 | It's Never Been Like That - Udgivet: 15. maj 2006 - Pladeselskab: EMI, Source, Astralwerks                        | 34                        | 81                        | 74                        | 86                        | 89                        | —                         | 41                        | —                         | 14                        | 18                        | 66                        | 108                       | —                         | - US: 36,000                       |
| 2009 | Wolfgang Amadeus Phoenix - Udgivet: 25 May 2009 - Pladeselskab: Cooperative Music, Glassnote, V2 Records, Loyauté | 14                        | 13                        | 66                        | 27                        | 22                        | 19                        | 18                        | 64                        | 39                        | 34                        | 23                        | 54                        | 37                        | - AUS: Gold - CAN: Gold - US: Gold |
| 2013 | Bankrupt! - Udgivet: 22. april 2013 - Pladeselskab: Glassnote, Loyauté                                            | 3                         | 5                         | 31                        | 21                        | 22                        | 4                         | 18                        | 10                        | 33                        | —                         | 22                        | 14                        | 4                         | —                                  |